# Zuckerfabrik Zbiersk 4
Die schmalspurige Dampflokomotive der Zuckerfabrik Zbiersk mit der Betriebsnummer 4 und einer Spurweite von 750 mm wurde von Orenstein & Koppel (O&K) im Jahr 1924 gebaut. Die Lokomotive war bis 1978 bei der Zuckerfabrik für den Rangierdienst im Einsatz. Die Lokomotive ist im Eisenbahnmuseum in Sochaczew als Exponat erhalten.

## Geschichte
Auf Vermittlung der Firma Lewantowski kaufte die Zuckerfabrik in Zbiersk 1924 eine dreiachsige Rangierlokomotive mit einer Leistung von 90 PS. Die Lokomotive war ausschließlich für die Bedienung innerhalb der an der Kaliska Kolej Dojazdowa gelegenen Zuckerfabrik angeschafft worden und für den Streckendienst nicht geeignet. Sie wurde bei der Zuckerfabrik als Nummer 4 geführt.
Als reine Rangierlokomotive der Zuckerfabrik hat die Lokomotive bei der Verstaatlichung nach dem Zweiten Weltkrieg keine dem Bezeichnungssystem der PKP-Schmalspurlokomotiven entsprechende Nummer erhalten. So wurde sie zuerst als CZ 4 (Cukrownia Zbiersk 4) bezeichnet. Später wurde am Führerhaus lediglich die Fabriknummer von O&K angeschrieben. Die Lokomotive wurde bis 1978 eingesetzt, dann wurde sie abgestellt. Im Jahr 1984 wurde sie vom Eisenbahnmuseum Warschau übernommen. Sie befindet sich heute (2023) im Eisenbahnmuseum Sochaczew als Exponat.

## Konstruktion
Der Blechrahmen ist in einer Rahmenstärke von 10 mm ausgeführt, der gleichzeitig auch Wasserkastenrahmen ist. Vorn und hinten sind die Pufferbohlen angebracht, an ihnen sind je eine Balancierhebelkupplung befestigt. Im Rahmen sind die drei Achsen fest gelagert. Abgefedert sind die Räder mit Blattfedern, die oberhalb der Achslager gelagert und durch Ausgleichhebel miteinander verbunden sind. Der Wasservorrat wurde ausschließlich im Rahmen gebunkert. Sie besitzt neben dem Kessel noch zwei kleine seitliche Kästen, in denen die Kohlen mitgeführt wurden.
Der Flammrohrkessel besaß ursprünglich eine kupferne Feuerbüchse, die nach dem Zweiten Weltkrieg durch eine stählerne ersetzt wurde. Er besteht aus zwei Schüssen. Auf dem ersten Schuss sitzt der Dampfdom mit Regler, auf dessen Haube waren zwei Sicherheitsventile nach Bauart O&K mit Druckfedern angebracht. Auf dem zweiten Kesselschuss sitzt der Sanddom, von dem aus durch Handbedienung die zweite Achse von vorn und hinten gesandet werden konnte. Die Rauchkammer besitzt einen runden Verschluss und einen prägnanten Träger auf dem Zylinderblock. Auf ihr sitzt ein zylinderförmiger Schornstein in Becherform.  Gespeist wurde der Kessel durch zwei Injektoren Bauart mit einer Förderleistung von 30 l/min.  Die Lokomotive besaß einen Ejektor, um mit einem Wasserschlauch Wasser aus offenen Gewässern aufnehmen zu können. Die Zweizylindermaschine besitzt Zylinder mit Flachschieber, die über eine Heusinger-Steuerung die dritte Achse antreiben, der Kreuzkopf wurde einschienig auf der Gleitbahn geführt.
Ausgerüstet war die Lokomotive mit einer Handbremse, die auf die erste und die dritte Achse wirkte. Ursprünglich war sie mit einer Petroleumbeleuchtung ausgestattet, diese wurde in den 1960er Jahren gegen eine elektrische mit einem Turbogenerator ausgetauscht. Der Turbogenerator hat seinen Platz links neben dem Schornstein auf der Rauchkammer.